# Навколосвітня подорож Крузенштерна-Лисянського
Навколосвітня подорож Крузенштерна-Лисянського 1803-1806 рр. — морська експедиція, що відбулася в 1803—1806 роках на кораблях «Надєжда» під командуванням капітан-лейтенанта Адама Іоганна (Івана  Федоровича) фон Крузенштерна і «Нева» під командуванням капітан-лейтенанта Юрія Федоровича Лисянського.
Ціллю навколосвітньої подорожі, фінансування якої взяла на себе комерційна Російсько-Американська компанія, було встановлення торговельних контактів з Китаєм, Японією і пошук шляхів доставлення вантажів в російські володіння у Північній Америці та на Далекому Сході. Перед експедицією також стояли важливі наукові завдання: досліджувати далекосхідне узбережжя Росії, перевірити й уточнити морські карти, по шляху вести океанографічні спостереження (вимірювання глибин морів, температури води і таке інше).
Важливу роль в підтримці сміливого задуму першовідкривачів зіграв державний канцлер Росії граф Микола Петрович Рум'янцев.

## Передумови
До початку XIX століття російські володіння на північному заході Америки займали широкі простори Аляски. Російські поселення на західному березі материка доходили до місця, де нині знаходиться місто Сан-Франциско. Шлях по суші з центру Росії до її далекосхідних околиць і особливо до Російської Америки був далекий і важкий. Всі необхідні вантажі тоді відправляли по річках і гужем на конях через Сибіру та Охотськ, а далі морем на суднах. Перевезення товарів обходилося дуже дорого. Пуд житнього борошна, що коштував в Європейській частині Росії 40—50 копійок, привезений на Аляску, оцінювався в 8 рублів.
Трудність зв'язку ускладнювала і управління цими територіями. Траплялося, що розпорядження уряду доходило до Камчатки або Аляски тоді, коли воно вже втрачало свою силу і відмінялося в центрі як застаріле. Була настійна потреба налагодити регулярні рейси російських кораблів від портів Прибалтики до російських портів на Тихому океані.

## Підготовка

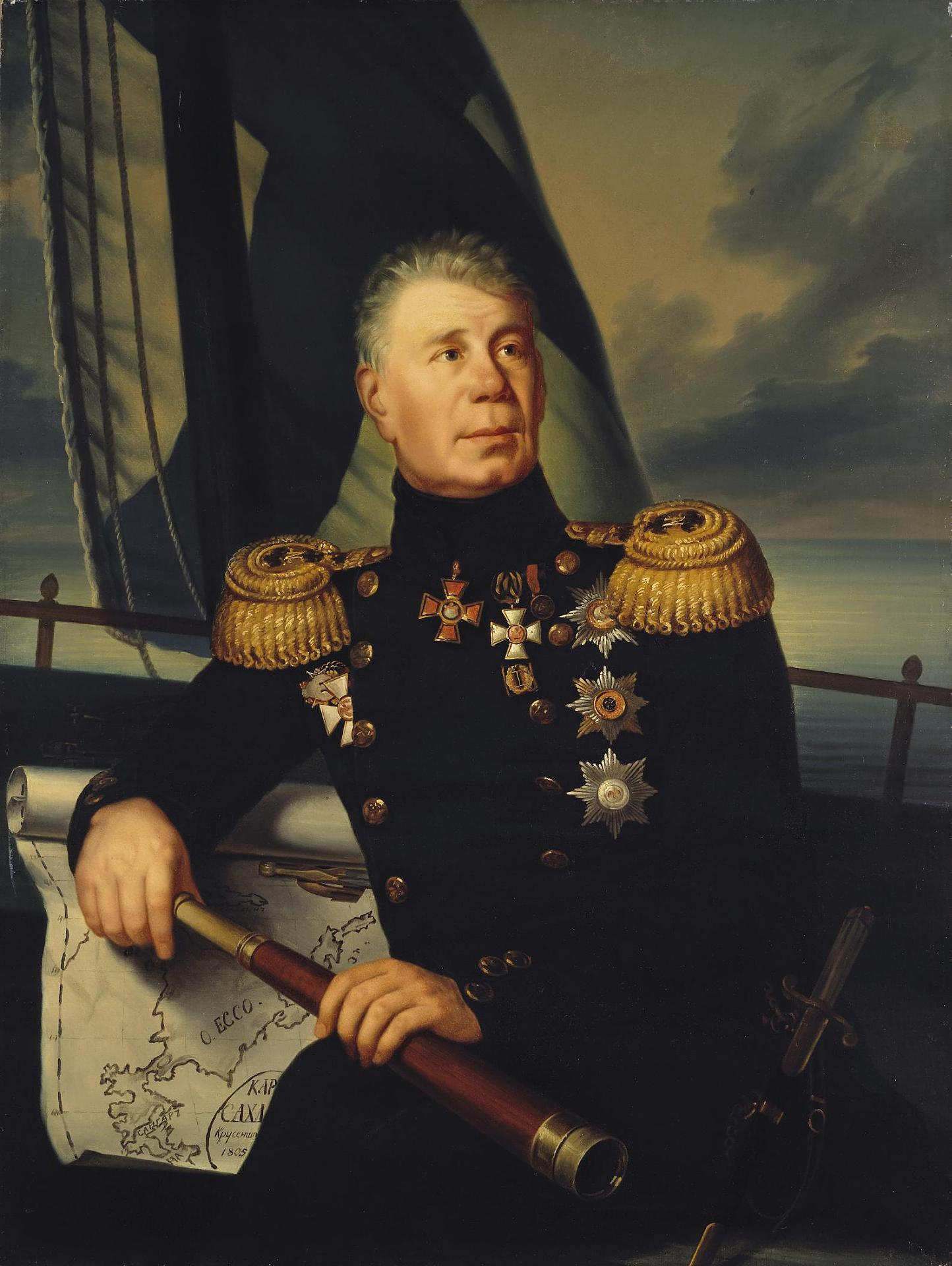
Іван Крузенштерн

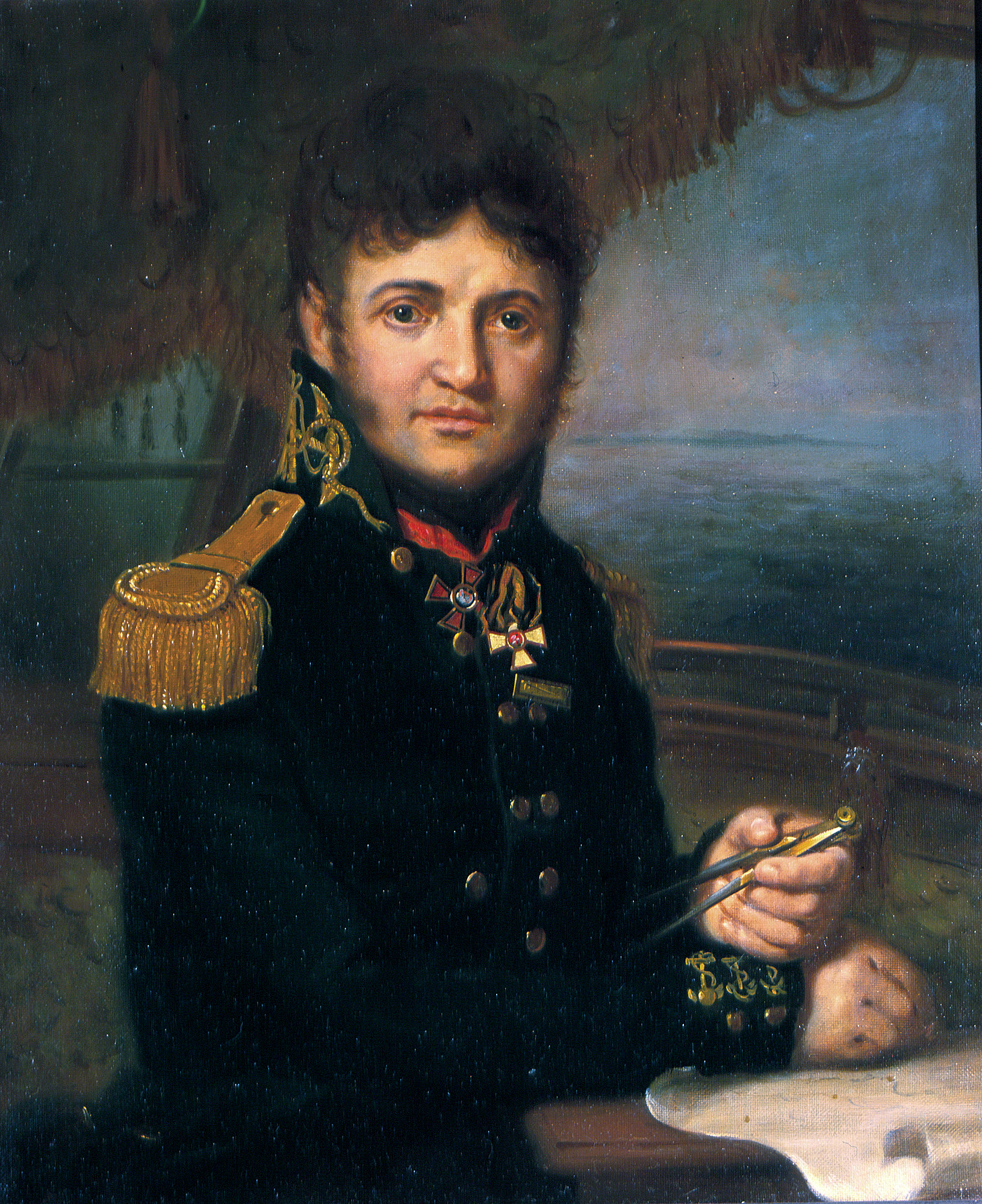
Юрій Лисянський

Проект навколосвітньої подорожі був написаний А.І. Крузенштерном 1 січня 1802 року. Умови для здійснення проекту склалися сприятливі. Морський міністр Микола Семенович Мордвінов і міністр комерції Микола Петрович Рум'янцев підтримали проект і високо оцінили прогресивний почин 32-річного капітан-лейтенанта. 7 серпня 1802 року Крузенштерн був затверджений начальником експедиції. Крузенштерн узяв помічником старого друга, з яким він разом вчився в Морському корпусі, Юрія Федоровича Лисянського. Це був теж досвідчений і освічений офіцер морського флоту.
Кошти на спорядження експедиції виділило правління Російсько-американської компанії. Поспішність в зборах і щедрість компанії були причиною того, що кораблі вирішили не будувати, а придбати за кордоном. З цією метою Крузенштерн направив до Англії капітан-лейтенанта Лисянського. За 17 тисяч фунтів стерлінгів були куплені досить старі, але з міцним корпусом два трищоглові шлюпи «Леандр» і «Темза» водотоннажністю в 450 і 370 тонн. Більший з них, який вів сам Крузенштерн, назвали «Надєждою», а менший, яким командував Лисянський, — «Невою».
У морському міністерстві Крузенштерну радили набрати команду для такого дальнього і відповідального плавання з досвідчених іноземних моряків. Але Іван Федорович, високо оцінюючи російських моряків, відкинув цю пропозицію. Команди набирались виключно з добровольців, що для того часу було незвичною обставиною. Наймолодшими учасниками плавання були мічман Ф. Ф. Беллінсгаузен, що пізніше прославився відкриттям Антарктиди, і О. Е. Коцебу — майбутній навколосвітній мореплавець.
На «Надєжді» до Японії відправлявся російський посол М. П. Резанов для встановлення дипломатичних зв'язків з цією країною.

## Подорож

### Навколо Європи
У 26 липня (7 серпня) 1803 року «Надєжда» і «Нева» вийшли з Кронштадта.
Через десять днів судна дійшли до Копенгагена, де в його знаменитій обсерваторії була здійснена перевірка (тобто контроль і наладка) спеціального годинника-хронометра, для того, щоб точно визначати довготу в невідомих просторах Світового океану. Тут до складу експедиції прийняли іноземних учених: астронома, двох натуралістів і доктора медицини.
На шляху до Англії «Надєжда» і «Нева» потрапили в сильний шторм, під час якого загинуло декілька іноземних суден. Але російські моряки винесли це бойове хрещення. Далі російські кораблі, відвідавши в Англії порт Фалмут, вийшли на простір Атлантичного океану, зробивши останню «європейську» зупинку на Тенерифе на Канарських островах.

### Атлантичний океан
Перехід в Південну півкулю 26 листопада відзначили підйомом Андріївського прапора і гарматним салютом. Весь екіпаж надів парадну форму. Матроси влаштували інсценування: міфічний морський цар Нептун вітав моряків, прибулих в його володіння. Матрос Павло Курганов, прив'язавши бороду з паклі, з короною на голові і тризубцем в руках, зображав морського царя. Він наказав піддати морському «хрещенню» тих, хто вперше перетнув екватор. З веселим сміхом і жартами матроси спокутували всіх учасників плавання, окрім начальників — Крузенштерна і Лисянського, що раніше плавали в Південній півкулі. Це морське свято з часу плавання «Надежди» і «Неви» стало традиційним в російському флоті.
Підходячи до берегів Бразилії, російські мореплавці уточнювали карту. В кінці грудня 1803 року «Надежда» і «Нева» увійшли до гавані острова Святої Катерини. Цей невеликий острів відділяється від материка Південної Америки вузькою протокою. Багато незвичайного побачили російські моряки. Острів покривала розкішна тропічна рослинність. Тут січень — найжаркіший місяць. У лісі матроси ловили небачених строкатих папуг, мавп і одного разу навіть притягнули на корабель «Нева» алігатора. Натуралісти зібрали в тропічних лісах багаті зоологічні і ботанічні колекції. У гавані судна стояли шість тижнів: на «Неві» замінювали дві пошкоджені щогли. Потім експедиція попрямувала до краю Південної Америки, 3 березня 1804 року обігнула мис Горн і вийшла у води Тихого океану.

### Тихий океан
Стояла похмура погода. Дув сильний вітер. Йшов дрібний дощ. Над морем часто бували густі тумани. Незабаром судна втратили один одного із виду. «Нева», як було обумовлене раніше, пішла до острова Пасхи, а «Надежда», змінивши маршрут, — до групи Маркізьких островів.

В середині травня «Надежда» підійшла до острова Нукухіва. Це був благодатний куточок землі, покритий кокосовими пальмами; у лісах росло хлібне дерево.
Через три дні до острова прибула і «Нева». Лисянський повідомив Крузенштерну, що під час триденної стоянки у острова Пасхи він уточнив координати цього острова і склав його карту.
Біля острова Нукухіва експедиція пробула десять днів. З місцевими жителями встановилися самі дружні відносини. Острів'яни допомагали російським морякам запасати свіжу воду і різні продукти. Крузенштерн і Лисянський зробили перший географічний опис острова. Лисянський склав короткий словник мови острів'ян. Йому в цьому допомогли англієць Робертс і француз Карбі, що потерпіли в корабельній аварії моряки і проживши на острові багато років, вони чудово знали звичаї, побут і мову місцевих жителів. Натуралісти зібрали багаті колекції, в яких було багато нових рослин, невідомих європейським ученим. Члени експедиції зробили зарисовки місцевості, а один з них записав пісні жителів острова. В кінці травня судна повторно перетнули екватор — тепер уже з півдня на північ. «Надежда» пішла від Гавайських островів до берегів Камчатки, а «Нева» — до Аляски.
В середині липня «Надежда» стала на якір біля Петропавловська-Камчатського. Корабель простояв в цій гавані шість тижнів. За цей час вивантажили товари, поповнили запаси провізії і привели в порядок судно. Виконуючи завдання російського уряду побувати в Японії, судно попрямувало на південь. Плавання проходило в скрутних умовах: стояли тумани і йшли проливні дощі. Недалеко від Японії «Надежда» потрапила в страшний тайфун.
«Потрібно мати дар вірша, щоб живо описати лють оного», — писав згодом Крузенштерн.
І під час великої небезпеки, коли, за словами начальника експедиції, «корабель залишався без вітрил на свавілля лютих хвиль, які, як здавалося, щохвилини поглинути його загрожували», вся команда мужньо допомагала вивести судно з району, де лютував ураган.
У жовтні «Надежда» прибула в японський порт Нагасакі. Місцеві власті недружньо зустріли російських мореплавців. Перш за все, вони запропонували морякам здати гармати і взагалі всю вогнепальну зброю і порох. Тільки коли ця умова була виконана, судну дозволили увійти до гавані. Тут довелося простояти більше півроку. Японці забороняли морякам не тільки сходити на берег, але навіть ходити по затоці. Російський корабель оточили сторожові човни.
У цей період Японія жила замкнуто, ізольовано від всього світу і не хотіла мати ніяких стосунків з іншими державами. Вона вела торгівлю тільки з Китаєм і з групою голландських купців. Російському посланникові так і не вдалося домовитися з японським урядом про встановлення дипломатичних відносин.
Від японського імператора російському посланникові Резанову передали грамоту, в якій мовилося, що російським суднам забороняється навіть підходити до берегів Японії. Повертаючись з Нагасакі на Камчатку, Крузенштерн провів судно по Японському морю, тоді мало відомому європейцям. В дорозі він досліджував і описав острів Цусіму, а також пропливши між цим островом і Японією. Крім того, мореплавці досліджували всю берегову лінію острова Хоккайдо, який на картах того часу був нанесений пунктиром. Визначення астрономічних пунктів і картографічні роботи російських моряків біля західних берегів Японії дали можливість створити карту цих невідомих місць.
У групі Курильських островів Крузенштерн виявив чотири скелі, поблизу яких судно трохи не загинуло. Він назвав їх «Кам'яними пастками».
Від Курильських островів «Надежда» пішла в Петропавловськ-Камчатський. Поповнивши запас води і провізії, Крузенштерн зробив також науковий рейс до берегів Сахаліну. Він описав східний берег Сахаліну і вперше точно наніс його на карту. При спробі пройти між Сахаліном і материком Крузенштерн зустрів на шляху обширну мілину. Тут він прийшов до помилкового висновку, що Сахалін — півострів і з'єднується з материком перешийком. Тільки через 44 роки цю помилку виправив інший російський мандрівник — Г. І. Невельський.
Пізньо восени «Надежда» прибула до Макао, португальську колонію поблизу Кантону (Гуанчжоу). Туди ж прийшла на початку грудня «Нева», яка майже півтора року, — близько сімнадцяти місяців — здійснювала своє самостійне плавання.
За цей час Лисянський досліджував природу Гавайських островів, ознайомився з побутом і життям острів'ян, побував біля берегів Аляски і в бухті Кадьяк. З великою радістю і торжеством зустріли російські люди на Алясці перший корабель з батьківщини. Якраз в ці дні на острові Сітха (острові Баранова) індійці, підбурені американцями і англійцями, напали на російське поселення. Лисянському разом зі всім екіпажем довелося виступити на захист співвітчизників.
Більше року «Нева» знаходилася біля берегів Аляски і несла охоронну службу. Лисянський, не втрачаючи часу, досліджував острови Сітха, Кадьяк і американське узбережжя. Він склав карту цих місць.
У вересні 1805 року «Нева», навантажена цінним хутром, відійшла від берегів Російської Америки і попрямувала до Китаю. На захід від Гавайських островів моряки стали помічати плаваючі водорості, з'явилися тут риби і птахи — ознаки близької землі, яка на цих широтах на карті не значилася. Лисянській обережно вів корабель, та все ж «Нева» несподівано сіла на мілину поблизу невідомого острова. Він виявився нежилим. На нім було багато тюленів і птахів, які зовсім не боялися людей. За наполяганням екіпажа «Неви» острів назвали ім'ям командира судна Лисянського, а мілина, на яку сів корабель, — Невською. Корабель успішно знявся з мілини і прибув до Китаю.

### Повернення
У лютому 1806 року «Надежда» і «Нева», навантажені різними китайськими товарами — чаєм, шовковими тканинами, порцеляною і тому подібними — вишли з Кантону в зворотний шлях. До берегів Південної Африки судна йшли разом. Біля мису Доброї Надії під час туману вони втратили один одного із виду. Крузенштерн огнув мис Доброї Надії і прибув на острів Святої Олени. Тут він дізнався, що Росія в союзі з Англією і Австрією перебуває у стані війни з Францією. Побоюючись зустрічі з французькими військовими судами, Крузенштерн повів судно далеко від берегів Європи.
У серпні 1806 року «Надія» кинула якір в Кронштадтському порту. Російське навколосвітнє плавання, що тривало три роки і дванадцять днів, успішно закінчилося. Першим вітати моряків на судно «Надежда» прийшов Лисянський: він привів «Неву» до Кронштадта на два тижні раніше.

## Значення подорожі

Медаль «За подорож навколо світу 1803—1806». Реверс

Перше навколосвітнє плавання російських моряків було новою сторінкою в історії географічної науки. Крузенштерн і Лисянський уточнили карту світу, поповнили її новими островами і зняли із старих карт відмічені там, але неіснуючі землі. Зібрані експедицією колекції представляли велику наукову цінність.
Під час плавання велися спостереження над температурою і щільністю води на різних глибинах (до 400 м), над морськими течіями і таке інше. В результаті подорожі був освоєний морський шлях з Кронштадта до берегів Російської Америки.
Російські моряки з «Надежди» і «Неви» не просто успішно впоралися з основними завданнями, вони відкрили дорогу в Світовий океан іншим кораблям російського флоту. До 1860 року 12 російських кораблів зробили навколосвітні плавання, рухаючись в тому ж напрямі, що і «Надежда» і «Нева» (тобто зі сходу на захід), і ще 16 — у зворотному напрямі. На мисі Горн російський прапор бачили 40, а на мисі Доброї Надії — 35 разів (не рахуючи походів з Балтики на Далекий Схід і назад). Російським морякам належить в Світовому океані безліч відкриттів, їм сталі доступні найвіддаленіші його куточки.
На честь першого російського навколосвітнього плавання була вибита медаль з написом: «За подорож навколо світу. 1803—1806».
Крузенштерн написав книгу про експедицію — "Подорож навколо світу в 1803, 1804, 1805 і 1806 роках на кораблях «Надежді» і «Неві», з атласом на 104 листах. Крім того, І. Ф. Крузенштерн склав атлас карт південних морів, який був найточнішим і повнішим у той час; їм користувалися моряки і географи всього світу. Лисянський теж описав своє плавання — в книзі "Подорож навколо світу в 1803,1804, 1805 і 1806 роках на кораблі «Нева». Обидві книги було перекладено на іноземні мови і видано за кордоном.
В 1993 році Центробанк Росії випустив ряд ювілейних монет присвячених Першому російському навколосвітному плаванню:
|                |  |                      |  |                |  |             |  |
| Карта плавання |  | Англійська набережна |  | Шлюп «Надежда» |  | Шлюп «Нева» |  |